# Image réciproque

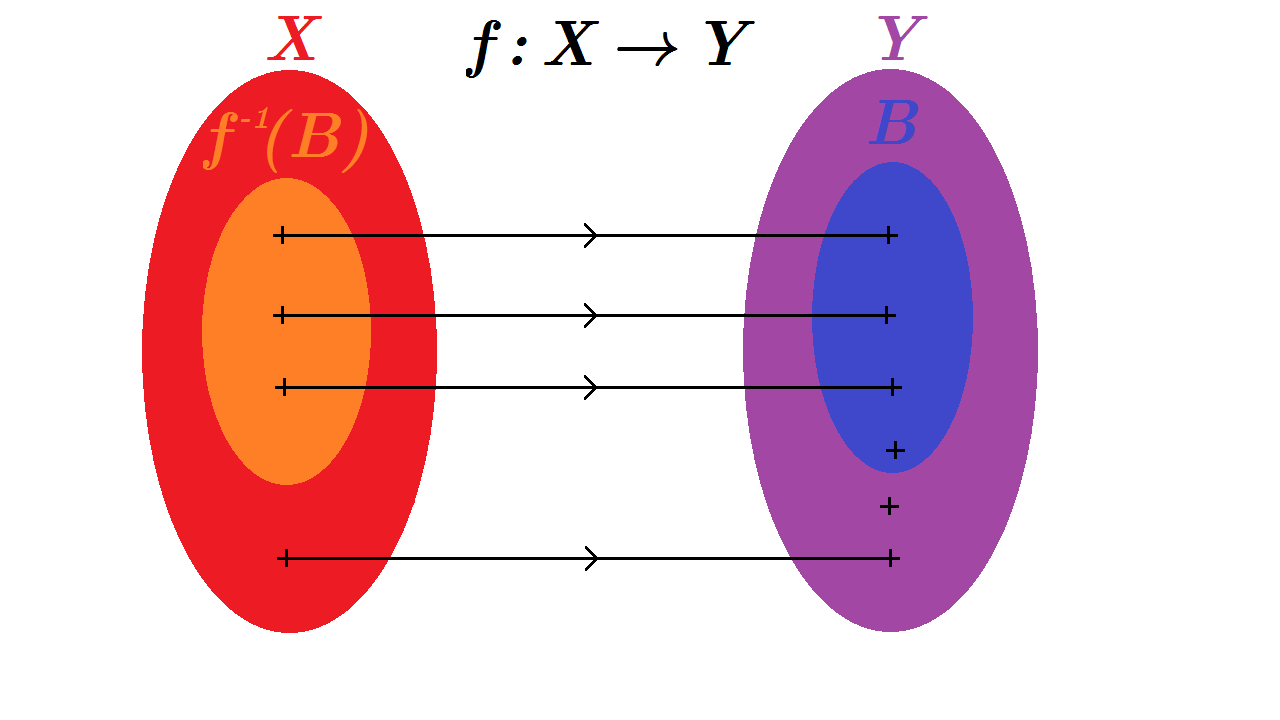
Représentation de l'image réciproque de B par une fonction f (qui ici est injective mais non surjective).

En mathématiques, l'image réciproque — ou la préimage — d'une partie B d'un ensemble Y par une application f : X → Y est le sous-ensemble de X constitué des éléments dont l'image par f appartient à B : {\displaystyle f^{-1}(B)=\{x\in X\mid f(x)\in B\}}. Elle est donc caractérisée par :

## Exemples
- L'image réciproque {\displaystyle f^{-1}(\{y\})} d'un singleton {\displaystyle \{y\}} par une fonction f est l'ensemble des antécédents de y par f.
- Considérons l'application  f : {1, 2, 3} → {a, b, c, d} définie par f(1) = a, f(2) = c, f(3) = d. L'image réciproque de {a, b} par f est f−1({a, b}) = {1}.

## L'application «image réciproque»
Avec cette définition, f−1 est l'application  « image réciproque (par f) », dont l'ensemble de définition est l'ensemble des parties de Y et dont l'ensemble d'arrivée est l'ensemble des parties de X.
Mise en garde : lorsque f est une bijection, il ne faut pas confondre cette application sur les parties avec la bijection réciproque de f, également notée f−1, de Y dans X. L'image réciproque par f s'identifie avec l'image directe par cette bijection réciproque f−1. Pour éviter toute confusion, Birkhoff et Mac Lane parlent d'une « application d'ensembles » qu'ils notent f* au lieu de f−1.

## Propriétés élémentaires
- Pour toutes parties {\displaystyle B_{1}} et {\displaystyle B_{2}} de {\displaystyle Y} :
{\displaystyle f^{-1}\left(B_{1}\cup B_{2}\right)=f^{-1}(B_{1})\cup f^{-1}(B_{2})} ;
{\displaystyle f^{-1}\left(B_{1}\cap B_{2}\right)=f^{-1}(B_{1})\cap f^{-1}(B_{2})} ;
{\displaystyle f^{-1}\left(B_{1}\setminus B_{2}\right)=f^{-1}(B_{1})\setminus f^{-1}(B_{2})}.
- Pour toute partie {\displaystyle B} de {\displaystyle Y}, {\displaystyle f(f^{-1}(B))=B\cap \mathrm {Im} (f)}[2].
  - En particulier, si {\displaystyle f} est surjective alors {\displaystyle f(f^{-1}(B))=B}.
On peut même prouver[2] que {\displaystyle f} est surjective si et seulement si pour toute partie {\displaystyle B} de {\displaystyle Y} on a {\displaystyle f(f^{-1}(B))=B}.
- Pour toute partie {\displaystyle A} de {\displaystyle X}, {\displaystyle A\subset f^{-1}(f(A))}.
L'inclusion dans l'autre sens est fausse en général si {\displaystyle f} n'est pas injective.
On peut même prouver que {\displaystyle f} est injective si et seulement si pour toute partie {\displaystyle A} de {\displaystyle X} on a {\displaystyle f^{-1}(f(A))=A}.
- Pour toute famille {\displaystyle \left(B_{i}\right)_{i\in I}} de parties de {\displaystyle Y} :
{\displaystyle f^{-1}\left(\bigcap _{i\in I}B_{i}\right)=\bigcap _{i\in I}f^{-1}(B_{i})} ;
{\displaystyle f^{-1}\left(\bigcup _{i\in I}B_{i}\right)=\bigcup _{i\in I}f^{-1}(B_{i})}.
- Si l'on considère de plus une application {\displaystyle g:Y\rightarrow Z}, alors l'image réciproque d'une partie {\displaystyle C} de {\displaystyle Z} par la composée {\displaystyle g\circ f} est :
{\displaystyle (g\circ f)^{-1}\left(C\right)=f^{-1}(g^{-1}(C))}[1].